# 李健太
李 健太（り ごんて、1996年3月9日 - ）は、大阪府東大阪市出身のプロボクサー。第46代日本スーパーライト級王者。帝拳ボクシングジム所属。在日朝鮮人4世。

## 来歴
中学校からボクシングを始める。
大阪朝鮮高校時代、高校6冠達成して、日本記録となる62連勝をマークした。
大阪朝鮮高校卒業後、日本大学に進学。2018年9月、B級プロテストに合格。
2019年2月2日、プロデビュー戦をTKO勝利。
2019年11月2日、後楽園ホールでIBFパンパシフィックスーパーライト級王者のリボ・クンディマンとノンタイトル戦を行うも、2回に偶然のバッティングにより李が負傷し3回1分33秒負傷引き分けとなった。
2021年3月25日、後楽園ホールで日本スーパーライト級18位の石脇麻生と対戦し、8回3-0（78-74×2、79-73）の判定勝ちを収めた。
2023年10月7日、後楽園ホールで日本スーパーライト級2位のアオキ・クリスチャーノと日本同級最強挑戦者決定戦を行い、8回3-0（78-74×3）の判定勝ちを収め王者の藤田炎村への挑戦権を獲得した。
2024年4月9日、後楽園ホールでプロ初タイトル獲得を賭けて日本スーパーライト級王者の藤田炎村と日本同級タイトルマッチを行い、10回3-0（97-93×3）の判定勝ちを収め王座を獲得した。
2024年9月7日、後楽園ホールで日本スーパーライト級9位の山本ライアンジョシュアと日本同級タイトルマッチを行い、10回3-0（99-91×2、100-90）の判定勝ちを収め初防衛に成功した。
2025年3月1日、後楽園ホールで日本スーパーライト級1位および指名挑戦者で無敗記録を持つ渡来美響と日本同級タイトルマッチを行い、5回中に渡来の左フックでダウンを奪われたこともあり5回終了時点の公開採点では0-2（47-47、46-48、45-49）と渡来が優勢となるも続く6回中に李がワンツーからの連打でダウンを奪う。しかしその直後の偶然のバッティングで渡来は右目下をカットし、7回中に李がカウンターの左ストレートで2度目のダウンを奪う。その後9回中に偶然のバッティングで渡来の左目上がカットし出血。2度のドクターチェックが行われた後に試合続行不可と判断しレフェリーストップ。9回1分3秒3-0（85-83×2、87-81）の逆転となる負傷判定勝ちを収め渡来にプロ初黒星を与えたと同時に2度目の防衛に成功した。

## 戦績
- アマチュア - 112戦102勝10敗
- プロ - 11戦 10勝（2KO）1分 無敗

| 戦           | 日付          | 勝敗 | 時間    | 内容        | 対戦相手                             | 国籍         | 備考                                 |
| ------------ | ------------- | ---- | ------- | ----------- | ------------------------------------ | ------------ | ------------------------------------ |
| 1            | 2019年2月2日  | ☆    | 1R 3:08 | TKO         | アピシット・ナムコー                 | タイ         | プロデビュー戦                       |
| 2            | 2019年7月6日  | ☆    | 6R      | 判定3-0     | マーロン・パニアモーガン             | フィリピン   |                                      |
| 3            | 2019年11月2日 | △    | 3R 1:33 | 負傷        | リボ・クンディマン                   | インドネシア |                                      |
| 4            | 2021年3月25日 | ☆    | 8R      | 判定3-0     | 石脇麻生（寝屋川石田）               | 日本         |                                      |
| 5            | 2022年8月6日  | ☆    | 2R 0:50 | TKO         | 金武鉉                               | 韓国         |                                      |
| 6            | 2023年3月4日  | ☆    | 8R      | 判定3-0     | ジノ・ロドリゴ                       | フィリピン   |                                      |
| 7            | 2023年10月7日 | ☆    | 8R      | 判定3-0     | アオキ・クリスチャーノ（角海老宝石） | ブラジル     | 日本スーパーライト級最強挑戦者決定戦 |
| 8            | 2024年4月9日  | ☆    | 10R     | 判定3-0     | 藤田炎村（三迫）                     | 日本         | 日本スーパーライト級タイトルマッチ   |
| 9            | 2024年9月7日  | ☆    | 10R     | 判定3-0     | 山本ライアンジョシュア（ワタナベ）   | 日本         | 日本王座防衛1                        |
| 10           | 2025年3月1日  | ☆    | 9R 1:03 | 負傷判定3-0 | 渡来美響（三迫）                     | 日本         | 日本王座防衛2                        |
| 11           | 2025年7月5日  | ☆    | 10R     | 判定3-0     | リマール・メツダ                     | フィリピン   | 142ポンド契約10回戦                  |
| テンプレート |               |      |         |             |                                      |              |                                      |

## 獲得タイトル
アマチュア
- 第22回全国高等学校ボクシング選抜大会ライト級優勝
- 第67回国民体育大会少年の部ライト級優勝
- 平成24年度全国高等学校総合体育大会ライト級優勝
- 第23回全国高等学校ボクシング選抜大会ライト級優勝
- 第68回国民体育大会少年の部ライト級優勝
- 平成25年度全国高等学校総合体育大会ライト級優勝

プロ
- 第46代日本スーパーライト級王座（防衛2）